# Lontai Endre
Lontai Endre (Veszprém, 1930. november 8. – Budapest, 2003. december 2.) magyar jogász, jogi szakíró;  a jogtudomány kandidátusa (1972), doktora (1983). Mint előadót, szellemes előadásmódjáért különösen kedvelték.

## Életpályája
A  veszprémi piarista gimnáziumban végezte középiskolai tanulmányait. Ezután magántanulóként érettségizett Székesfehérvárott. Jogi diplomát 1954-ben szerzett a budapesti Eötvös Loránd Tudományegyetemen. Először Budapest Főváros XVI. kerületi tanácsnál helyezkedett el. Az 1956-os forradalom leverése után  alkalmi munkákból élt. Az 1960-as évek elejétől a Magyar Tudományos Akadémia Állam- és Jogtudományi Intézetében dolgozott tudományos munkatársként. Az 1970-es évek elejétől másodállásban, néhány évvel később pedig főállásban tanított az Eötvös Loránd Tudományegyetem Állam- és Jogtudományi Karán. Vendégelőadó volt számos angliai illetve franciaországi egyetemen. Egy ideig szakértőként dolgozott Szellemi Tulajdon Világszervezetee (WIPO) genfi  irodájában. 1990 őszétől rövid ideig Genfben az ENSZ-missziónál emberjogi képviselőként dolgozott, majd visszatért az ELTE katedrájára. Önálló művein kívül számos tudományos tárgyú cikke és jegyzete jelent meg.

## Tudományos fokozatai
- az állam- és jogtudományok kandidátusa (1972)
- az állam- és jogtudományok doktora (1983)

## Társadalmi szerepvállalása
- a Magyar Iparjogvédelmi és Szerzői Jogi Egyesület elnöke volt;Az MTA és a MTESZ számos bizottságának tagjaként tevékenykedett.
- A Lovassy László Gimnázium 1986-ban alakult baráti körének aktív tagja volt.

## Díjai, elismerései
- a Munkaérdemrend ezüst fokozata (1981)
- MTESZ-díj (1984)
- MTESZ-emlékplakett (1990)
- Jedlik Ányos-díj (1997)

## Emlékezete
A budapesti Szent Gellért-templomban nyugszik.
Bobrovszky Jenő:Szellem és szellemesség.

## Főbb művei
- A kutatási szerződések. Akadémiai kiadó, Budapest,  1972.
- The Research Contracts. Budapest, 1977.
- A licencszerződések alapvető kérdései. KJK, Budapest,  1978. ISBN 963 220 689 4
- Lontai Endre – Mádi Csaba:  Iparjogvédelmi ismeretek IX. Licenciaforgalmi ismeretek. Tanfolyami jegyzet. Magyar Iparjogvédelmi Egyesület,Budapest , 1981
- Iparjogvédelem. in: Állam- és jogtudományi enciklopédia. Budapest, 1981. I. kötet
- A szellemi alkotások tulajdonjogi kérdései, különös tekintettel a z iparjogvédelemre.  Jogtudományi Közlöny, 1982/5.
- Polgári Jog. – Szellemi alkotások joga. Budapest, 1986.
- Jogegységesítés a nemzetközi iparjogvédelem területén. Akadémiai Kiadó, Budapest, 1988. ISBN 963 05 4592 6
- Endre Lontai: Unification of Law in the Field of International Industrial Property, Akadémiai Kiadó, Budapest, 1994
- Magyar Polgári Jog, Szellemi alkotások joga,Eötvös József Könyvkiadó, Budapest, 1998
- Lontai Endre – Faludi Gábor - Gyertyánfy Péter – Vékás Gusztáv: Magyar Polgári jog, Szellemi Alkotások Joga, Eötvös József Könyvkiadó, Budapest, 2004.